# Käsmänjoki (vattendrag i Finland)
Käsmänjoki är ett vattendrag i Finland.   Det ligger i landskapet Lappland, i den norra delen av landet, 700 km norr om huvudstaden Helsingfors.